# 赫林角

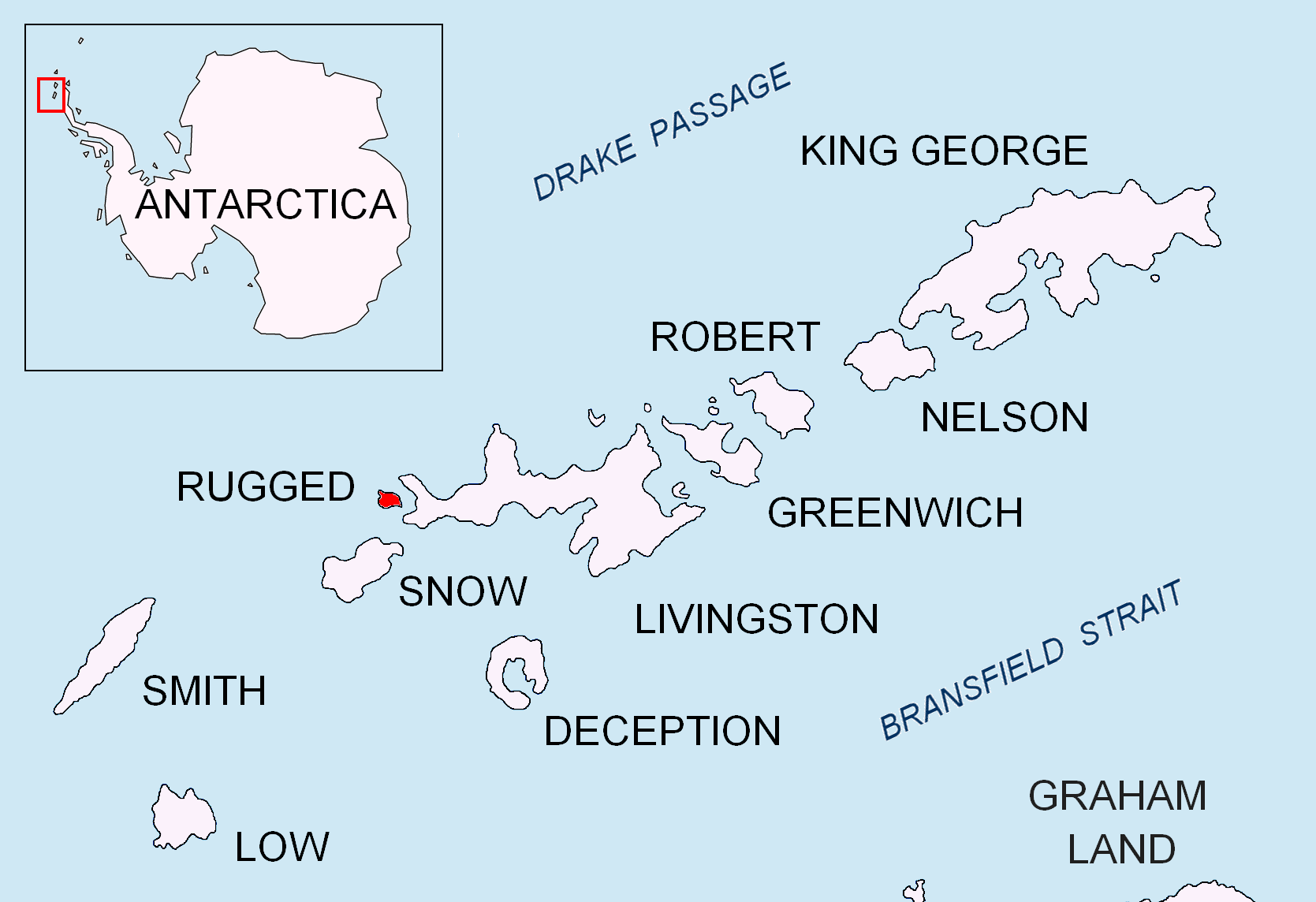

赫林角是南極洲的海岬，位於南設得蘭群島的拉吉德島北端，處於謝菲爾德角東南面4.89公里、伊萬弗拉季斯拉夫角東南面1.63公里、開始角西南面3.92公里和文德角西北面1.31公里。
62°37′25″S 61°12′17.8″W / 62.62361°S 61.204944°W

## 外部連結
- Herring Point. （页面存档备份，存于） SCAR Composite Gazetteer of Antarctica.